# Аркос
Аркос (ісп. Arcos) — муніципалітет в Іспанії, у складі автономної спільноти Кастилія-і-Леон, у провінції Бургос. Населення — 1215 осіб (2010).
Муніципалітет розташований на відстані близько 210 км на північ від Мадрида, 10 км на південний захід від Бургоса.
На території муніципалітету розташовані такі населені пункти: (дані про населення за 2010 рік)
- Аркос: 1162 особи
- Вільянуева-Матамала: 53 особи

## Демографія
Динаміка населення (INE ):